# Aleksandar Mladenović (językoznawca)
Aleksandar Mladenović (cyr. Александар Младеновић; ur. 25 sierpnia 1930 w mieście Bitola, zm. 6 kwietnia 2010 w Belgradzie) – serbski językoznawca i literaturoznawca.
Po ukończeniu studiów na Wydziale Filozoficznym Uniwersytetu Belgradzkiego objął stanowisko asystenta na Uniwersytecie w Nowym Sadzie. Doktoryzował się w 1963 r. Dziesięć lat później objął stanowisko profesora zwyczajnego, później zaczął kierować Katedrą Jugoslawistyki. 
Był kierownikiem działu archeologicznego Biblioteki Narodowej Serbii. 